# 西班牙外换银行
毕尔巴鄂比斯开银行（西班牙語：Banco Bilbao Vizcaya Argentaria，缩写BBVA）是西班牙的第二大银行。它是于1999年，由舊畢爾包比斯卡亞銀行（BBV）和原來國有的Argentaria银行合并成立。其总行位于巴斯克地区的毕尔巴鄂，並在首都馬德里設有運營總部。
因其前身Argentaria银行的譯名，BBVA也常被称作西班牙外换银行或西班牙对外银行。

## 歷史沿革
畢爾包比斯開銀行（BBV）的歷史上溯至1857年成立的畢爾包銀行（西班牙語：Banco de Bilbao）。其另一前身比斯開銀行西班牙語：）於1901年成立。它們在西班牙全國擁有業務，都名列當時的西班牙“六大行”。1988年，兩家銀行合併組成BBV。
1991年，西班牙政府決定合併包括西班牙對外銀行（西班牙語：Banco Exterior de España）、西班牙郵政儲蓄（西班牙語：Caja Postal de Ahorros）在內的多家國有銀行，組建國有銀行Argentaria（直譯即謂“銀行”）。從1993年開始，Argentaria逐步私有化。最終在1999年，BBV和私有化後的Argentaria合併，名稱因而變更為BBVA。
2018年，BBVA成为全球首家使用区块链技术发放贷款的银行。它还同时名列“2018西班牙最有价值的100大品牌”排行榜第3位，《财富》杂志2018年世界500强第224位。

### 国际業務
BBVA的国际业务始于1902年，当时毕尔巴鄂银行在巴黎开设了一家分行，并于1918年在伦敦开设了另一家分行，从而成为第一家在海外开展业务的西班牙银行。20世纪70年代BBV在欧洲、美洲和亚洲的金融中心设立了运营办事处和代表处；亦同时通过收购当地银行进行扩张。
BBVA如今是歐洲、土耳其、拉丁美洲等地的主要銀行。
- BBVA担保银行（英语：Garanti BBVA）：2010-2022年逐步收购土耳其担保银行的大部分股权
- BBVA美国（英语：BBVA USA）：2004年-2009年通过持股的BBVA墨西哥（英语：BBVA México）收购美国德州和加州的山谷银行、拉雷多银行、德克萨斯州地区银行、阿拉巴马州指南针银行、德克萨斯担保银行（英语：Guaranty Bank (Texas)）等若干小银行。

2020年，BBVA USA以116亿美元的价格出售给PNC Financial Services。
在拉丁美洲，
- BBVA阿根廷（英语：BBVA Argentina）：1996年收购拉普拉塔河法国银行，1997年收购阿根廷信用银行。
- BBVA巴西：1998年收购卓越经济银行（葡萄牙語：Banco Excel-Econômico）
- BBVA哥伦比亚（西班牙语：BBVA (Colombia)）：1996年收购哥伦比亚的畜牧银行
- BBVA墨西哥（英语：BBVA México）：1995年收购墨西哥商业银行，1996年收购墨西哥东方银行和克里米银行。
- BBVA秘鲁（英语：BBVA Perú）：1995年收购秘鲁大陆银行
- BBVA委内瑞拉（英语：BBVA Provincial）：1997年收购委内瑞拉省级银行。
- BBVA波多黎各：1979年收购波多黎各马亚圭斯商业银行，2012年出售给波多黎各东方银行。
- BBVA智利（西班牙语：BBVA (Chile)）：1997年收购国际金融抵押贷款银行养老基金公司AFP Provida（西班牙语：AFP Provida）。2018年出售给加拿大豐業銀行，并併入智利丰业银行（西班牙语：Scotiabank Chile）[5]，2022年以企業專門銀行重新開業。

## 信用评级
世界四大主要信用评级公司对BBVA的评级如下：
| 评级公司 | 长期债 | 短期债   | 展望 | 评级日期      |
| -------- | ------ | -------- | ---- | ------------- |
| 标准普尔 | A-     | A-2      | 负面 | 2018年8月20日 |
| 穆迪     | A3     | P-2      | 稳定 | 2018年8月29日 |
| 惠誉国际 | A-     | F-2      | 稳定 | 2018年12月5日 |
| DBRS     | A (高) | R-1 (中) | 稳定 | 2018年4月12日 |

## 其他事業
BBVA於2008-09赛季開始贊助西班牙甲組足球聯賽，持续了8个赛季，直到2015-16赛季。而在2010年也開始贊助NBA，直到2017年为止。
BBVA在馬德里的舊總部在1999年被認定爲西班牙歷史古蹟。現在的運營總部搬遷到馬德里北郊的BBVA城（西班牙語：Ciudad BBVA）。

## 脚注
1. ↑  雷锋网. . 新浪财经. 2018-04-27  [2019-01-29]. （原始内容存档于2018-04-27） （中文（中国大陆））.
2. ↑  . 中国贸易金融网. 2018-04-27  [2019-01-29]. （原始内容存档于2018-04-30） （中文（中国大陆））.
3. ↑  . 新浪财经. 2018-07-19  [2019-01-29]. （原始内容存档于2018-09-19） （中文（中国大陆））.
4. ↑  . 美股之家. 2016-03-08  [2021-04-12]. （原始内容存档于2021-04-12）.
5. ↑  Mostrador, El. . El Mostrador.   [2019-04-03]. （原始内容存档于2022-01-21） （西班牙语）.
6. ↑  . shareholdersandinvestors.bbva.com.   [2019-01-29]. （原始内容存档于2021-04-25） （英语）.
7. ↑  . hoy.es. 2018-07-19  [2019-01-29]. （原始内容存档于2018-07-20） （西班牙语）.
8. ↑  . 腾讯体育. 2016-07-21  [2019-01-29]. （原始内容存档于2016-07-25） （中文（中国大陆））.
9. ↑  . reuters. 2010-09-13  [2017-01-02]. （原始内容存档于2015-05-12） （英语）.
10. ↑  Esperanza Balaguer. . 2017-07-01  [2019-01-29]. （原始内容存档于2017-09-11） （西班牙语）.